# 39 Laetitia
39 Laetitia este un asteroid tip S din centura de asteroizi. A fost descoperit de J. Chacornac la 8 februarie 1856. Este numit după Laetitia, zeiță minoră a veseliei în mitologia romană.
Pe baza observațiilor ocultației din 21 martie 1998 s-a ajuns la concluzia că ar avea forma unui elipsoid de 219×142 km.